# Сага про Єсту Берлінга
«Са́га про Є́сту Бе́рлінга» (швед. «Gösta Berlings saga») — дебютний роман шведської письменниці Сельми Лагерлеф, виданий у 1891 році. Написаний у жанрі романтизму з використанням фольклорного матеріалу, іноді його жанр визначають як магічний реалізм. Разом із казкою «Чудесна мандрівка Нільса Гольгерсона з дикими гусьми» та романом «Єрусалим» належить до найвідоміших творів авторки, відзначений схвальними відгуками багатьох критиків.

## Історія
Дитинство письменниці пройшло у мальовничому Вермланді, що славився багатою фольклорною спадщиною. Малою Сельма Лагерлеф була прикута до ліжка, а тому часто слухала місцеві перекази з вуст бабусі та інших родичів. Ці спогади вона зберегла на все життя, саме вони і лягли в основу її першого твору.
В автобіографічній новелі «Сага про сагу» письменниця згадувала, що задум написати роман у неї з'явився після прослуховування лекції з історії літератури. Повертаючись додому, вона подумала: «Той світ, серед якого ти жила у Вермланді, такий само своєрідний, як світ Фредмана чи Столя. Якщо ти тільки знатимеш, як до цього взятися, то знайдеш у ньому не гірший матеріал, з якого багато що можна зробити». Протягом наступних 10 років вона наполегливо експериментувала з формою твору, відшукуючи власний літературний стиль. Серед пробних варіантів «Саги про Єсту Берлінга» були драматургічний і віршований, однак остаточний виявився прозовим. 1890 року стокгольмський журнал «Ідун» оголосив конкурс на кращий твір певного розміру. Після вагань Сельма Лагерлеф все ж таки відіслала до редакції кілька глав роману. Її роботу зустріли прихильно й опублікували. Окремою книгою «Сага про Єсту Берлінга» вийшла через рік.
У 2024 році роман вийшов друком у новому, стилізованому виданні у видавництві Лабораторія. Дизайн обкладинки розробляла Женя Олійник, а передмову до видання написала Юлія Юрчук — історикиня і перекладачка, яка викладає інтелектуальну історію в Університеті Сьодерторн (Швеція), та спеціалізується на транснаціональній інтелектуальній історії, студіях пам'яті та релігійній історії.

## Сюжет
Єста Берлінг — позбавлений сану за пияцтво лютеранський священик, жебрак і волоцюга. Одної зимної ночі він вирішує накласти на себе руки, але в шинку потрапляє на очі Маргарет Сельсінг, більш знаній як «майориха з Екебю». Та зізнається, що набула лихої вдачі через примусовий шлюб з нелюбим майором. Згодом вона зрадила чоловікові з коханим, а також вигнала власну матір, що приїхала після поголосу про дочку. Зневажена мати прокляла Маргарет. Майориха пропонує Єсті приєднатися до «кавалерів» у її будинку — бешкетуватих ледацюг, що живуть задарма коштом господині. Вражений її життєвою історією, Берлінг погоджується.
На Святий Вечір веселий і схильний до витівок Єста розігрує перед кавалерами сцену з чортом, під личиною якого ховається місцевий лиходій Сінтрам. Той хизується, що підписав з майорихою угоду, за якою жінка отримала сім рудень, а навзаєм повинна дарувати чортові кожного року по одній кавалерській душі. П'яні авантюристи вірять у цю маячню і, щоб «врятувати» власні душі, підписують з Сінтрамом нову угоду: вони віддають чорту на один рік душу господині, протягом цього терміну розпоряджатимуться її власністю і, якщо не зроблять за весь час нічого доброго і корисного, то наступного року нечистий позбудеться влади і над ними, і над жінкою.
Під час різдвяного бенкету майор раптово дізнається про зраду дружини і виганяє її з дому, а щоб розтринькати її багатство, передає управління маєтком в руки кавалерів. Майориха наостанок віщує лихо усім присутнім на бенкеті. Від цієї миті з усіма учасниками починають відбуватися бурхливі пригоди, причому в більшості з них найактивнішу участь бере Єста. В колишнього священика встигають закохатися три жінки і кожна в свій спосіб жертвує заради нього власним майбутнім. Попри трагічні звороти в їхніх долях, кожна жертва Берлінга, водночас, стає кращою, набуває людяності, усвідомлює свої помилки.
Остання з жертв Єсти, графиня Елісабет Дона, за нещасливим збігом обставин підпадає під підозру у подружній зраді. Хоча вона кохала Берлінга лише подумки, однак під тиском сумління зізнається чоловікові, це зрештою примушує її рятуватися втечею з власного замку. Вона народжує дитину в селянській хаті, але побоюючись за життя кволого немовляти, вирішує якнайшвидше його охрестити. Однак до цього часу її чоловік вже встиг визнати шлюб недійсним. Елісабет звертається по допомогу до Єсти. Той неохоче погоджується, вінчається з графинею, щоб дати малюкові своє прізвище. Дитина невдовзі помирає.
Наближається кінець року. За цей час кавалери накоїли багато лиха, занедбавши маєток і приналежні йому рудні. Один з їхніх жартів, натхненником якого був Сінтрам, розсварив доброго капітана Ленарта з дружиною. На ярмарку капітан трагічно гине. Кавалери, усвідомивши свою провину перед ленартовою сім'єю, вирішують виправити усе скоєне зло. Сінтрам же спокушає Єсту здійснити самогубство. Берлінга знаходять заблукалого в лісі, дружина докоряє йому такою безвідповідальністю, після чого Єста разом з кавалерами починає робити добрі справи. Майориха, випросивши у матері прощення, повертається до рідної домівки важко хвора. Побачивши, що її край розбудований, а селяни хвалять кавалерів та, особливо, Єсту, вона хоче подарувати їм Екебю. Однак висуває умову — Берлінг повинен відпустити графиню, яка не пасує йому як дружина. Єста з Елісабет відмовляються від багатства на користь життя у бідності, але в любові.

## Критика
Характерною особливістю роману «Сага про Єсту Берлінга» є добре виражена головна сюжетна лінія. Постать Єсти домінує над іншими героями і сполучає собою різні частини твору. Водночас, від цієї головної лінії відгалужуються численні бічні. Кожна з них не стільки розвинута, скільки нагадує окрему коротку, але закінчену притчу. Письменниця не приховує повчальної суті цих історій, але не перетворює їх на дидактичні вказівки. У творі реалістичні сцени з життя простих людей органічно поєднано з міфологічними сюжетами, узятими з язичницької та християнської спадщини шведів, так, що читачеві доводиться самостійно визначати, чи відбувались зазначені події насправді. Дуже виразно зображено усіх героїв. Сполучення позитивних і негативних рис їхніх характерів настільки плутане, що зрештою читач доходить висновку, що в кожному є щось добре і корисне, що неможливо відділити добро від зла і що, можливо, одне повинне існувати заради іншого. Численні посилання до мотивів смерті, туги, нещасливої долі, додають роману трагічної глибини, але не перетворюють його на песимістичний. «Сага про Єсту Берлінга» побачила світ в той час, коли в західноєвропейській літературі запанував натуралізм. Попри моду зображати життя яким воно є у найповсякденіших дрібницях, Сельма Лагерлеф дотрималась консервативного романтизму. Як наслідок, її твір яскраво зображає життя тогочасних шведів і при цьому зберігає поетичність, легку «казковість», а часом і тонкий гумор.
У шведській критиці тривалий час точилися суперечки про те, хто був прототипом Єсти Берлінга. За найпоширенішою думкою, цей образ збірний, дехто вбачає в ньому схожість із сучасниками письменниці, її батьком (він був пияком), її знайомими. Сама ж Сельма Лагерлеф у «Сазі про сагу» писала, що цей образ постав у її уяві після розмови з батьком, під час якої він розповів їй про друга своєї юності — домашнього учителя, улюбленця всього Вермланду, що мав хист співака, музики, поета й оратора (у романі всіма цими рисами обдарований головний герой).

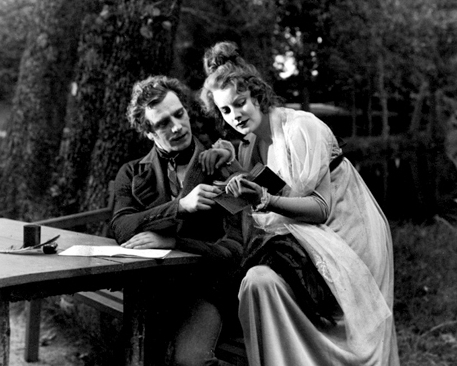
Ларс Хансон і Грета Гарбо у фільмі «Сага про Єсту Берлінга».

Першим на публікацію роману відгукнувся данський критик Георг Брандес, видавши захоплену рецензію. Пізніше багато інших критиків майже одностайно відзначали надзвичайну оригінальність і в манері письма, і побудові сюжету «Саги про Єсту Берлінга». В стислий термін після виходу першого видання роман був перекладений десятьма мовами, пізніше — усіма найпоширенішими. Українською він вперше вийшов тільки 1971 року у видавництві художньої літератури «Дніпро», згодом перевиданий у 2015 році. Переклад (єдиний) здійснила Ольга Сенюк.
«Сагу про Єсту Берлінга» неодноразово інсценізували в театрі, на основі роману знято одинадцять фільмів, причому однією з найвідоміших екранізацій став шведський німий фільм «Сага про Єсту Берлінга» (1924). Показово, що Елісабет Дона в ньому зіграла тоді ще невідома Грета Гарбо. 1925 року сюжет роману Ріккардо Дзандонаї перетворив на оперу «Кавалери Екебю». 1986 року на шведському телебаченні побачив світ шестисерійний серіал за мотивами «Саги…». У 2004 році в Швеції створено однойменну групу Gösta Berlings Saga, яка грає прогресивний рок.